# Дискурсивен анализ
Дискурсивен анализ (на английски: discourse analysis, DA, дискурсивен анализ, или discourse studies, изследвания на дискурса) е общ термин, използван за назоваване на различни подходи за анализиране на писмена, устна реч, жестомимичен език (на глухо-немите) или всяко друг значещ или имащ смисъла на означаване (и комуникиране) семиотичен факт. Обект на изследване на дискурсивния анализ е дискурсът, писането, говоренето, разговорът, комуникативният акт и др., те са различно дефинирани в зависимост от кохерентната последователност от изречения, пропозиции, речеви актове и насоки на говорене (при анализа на разговор). Противно на традиционната лингвистика, която изучава езика като структура, тоест извън неговата конкретна употреба, дискурсивният анализ изучава езика „извън границата на изречението“, а също така анализира естественото осъществяване на езиковата употреба, тоест за разлика от традиционната лингвистика не си служи с „измислени примери“. Този подход е известен и като корпусна лингвистика, близка до нея е и лингвистиката на текста.
Дискурсивният анализ е неразривно свързан с херменевтиката и някои изследователи понякога използват двата термина като синоними.
|  | Тази страница частично или изцяло представлява превод на страницата Discourse analysis в Уикипедия на английски. Оригиналният текст, както и този превод, са защитени от Лиценза „Криейтив Комънс – Признание – Споделяне на споделеното“, а за съдържание, създадено преди юни 2009 година – от Лиценза за свободна документация на ГНУ. Прегледайте историята на редакциите на оригиналната страница, както и на преводната страница, за да видите списъка на съавторите. ВАЖНО: Този шаблон се отнася единствено до авторските права върху съдържанието на статията. Добавянето му не отменя изискването да се посочват конкретни източници на твърденията, които да бъдат благонадеждни. |